# Cheirurus
Cheirurus (van het Grieks xeip, cheir betekent 'hand'  en oupá, oura betekent 'staart') is een geslacht van uitgestorven phacopide trilobieten dat leefde van het Boven-Cambrium tot het Midden-Devoon. De overblijfselen zijn gevonden in Afrika, Azië, Australië, Europa en Noord-Amerika. Cheirurus is het typegeslacht van Cheiruridae.